# ألكسندرو بوربيلي
ألكسندرو بوربيلي (بالرومانية: Alexandru Borbely)‏ (1900 – تاريخ الوفاة غير معلوم) لاعب كرة قدم روماني راحل كان يجيد اللعب في خط الوسط .
لعب طوال مسيرته الرياضية في نادي بيلفيديري بوخارست . شارك مع منتخب رومانيا في بطولة كأس العالم 1930 في الأوروغواي .

## روابط خارجية
- ألكسندرو بوربيلي على موقع الاتحاد الدولي (مؤرشف)  (الإنجليزية)
- ألكسندرو بوربيلي على موقع ناشيونال فوتبول تيمز (الإنجليزية)
- ألكسندرو بوربيلي على موقع عالم كرة القدم.نت (الإنجليزية)
- ألكسندرو بوربيلي على موقع عالم كرة القدم.نت (الإنجليزية)